# مسابقات فرمول یک فصل ۱۹۷۸
مسابقات فرمول یک فصل ۱۹۷۸ در سال ۱۹۷۸ میلادی برگزار شد. در این مسابقات ماریو آندرتی (به انگلیسی: Mario Andretti) از تیم لوتوس و با خودروی فورد به قهرمانی رسید وی که در آغاز مسابقه در خط ۸ قرار داشت، بهترین زمان خود را در دور ۳ به دست آورد و در مجموع صاحب ۶۴ امتیاز شد.